# Chuchla
Die Chuchla (deutsch Kuckelbach, auch Kuckelwasser) ist ein linker Zufluss der Radbuza in Tschechien.

## Verlauf
Die Chuchla entspringt nordöstlich von Semněvice in den Ausläufern der Sedmihoří (Siebenberge). Ihre Quelle befindet sich in einem kleinen Teich am nordöstlichen Fuße des Pasečí (Baschetzenberg, 522 m n.m.) in der Flur V Polích. An ihrem anfänglich nach Osten führenden Oberlauf wird sie südwestlich von Ostromeč im Teich Ostromečský rybník gestaut. Anschließend bildet die Chuchla in der Staňkovská pahorkatina (Stankauer Hügelland) ein sanftes Tal und fließt mit südöstlicher Richtung durch Bukovec und Čečovice. Danach führt der Lauf des Baches über Štichov und Kvíčovice nach Nordosten. Auf ihrem letzten Abschnitt fließt die Chuchla mit östlicher Richtung an U Šmídů vorbei. Nach 13,1 Kilometern mündet der Bach am südwestlichen Stadtrand von Holýšov beim Wehr der Unter Kamenzener Mühle in die Radbuza. Sein Einzugsgebiet umfasst 33,9 km².

## Zuflüsse
- Šlovický potok (r), bei Šlovice
- Nemněnický potok (l), bei Nemněnice
- Neuměřský potok (l), am Návesní rybník in Kvíčovice

## Durchflossene Teiche
- Ostromečský rybník, bei Ostromeč
- Horymír (Horamühlteich), unterhalb von Bukovec